# Мінімальна суперсиметрична стандартна модель
Мінімальна суперсиметрична стандартна модель (англ. MSSM, Minimal Supersymmetric Standard Model) — мінімальне розширення Стандартної моделі (СМ), яке реалізує суперсиметрію.
Мінімальність MSSM полягає в тому, що це розширення Стандартної моделі, яке реалізується впровадженням найменшої можливої кількості полів, щоб отримати суперсиметричний лагранжіан: суперпартнери усіх полів СМ і другий дублет Хіггса разом з додатковими higgsino (зверніть увагу, що суперпотенціал має бути голоморфічним, що виключає появу виразів, що містять поля частинок і античастинок, та пояснення мас усіх кварків за допомогою одного дублету Хіггса, як у Стандартній моделі).
Мінімальність також включає в себе відсутність лагранжевих членів, які ламають R-парність), які без будь-яких обмежень можуть призвести до швидкого розпаду протона.
MSSM також втрачає маси нейтрино.